# Idris El Hareir
Idris Saleh El-Hareir (arabisch إدريس صالح الحرير, DMG Idrīs Ṣāliḥ al-Ḥarīr; geb. 1945) ist ein libyscher Historiker und Professor für Geschichte an der Fakultät für Kunst der Universität Bengasi. Er war Delegierter der World Islamic Call Society (WICS) bei der UNESCO und ist der verantwortliche Präsident des wissenschaftlichen Komitees von The Different Aspects of the Islamic Culture in der UNESCO-Buchreihe General and Regional Histories.

## Leben und Wirken
Idris El Hareir wurde 1945 geboren. Er erwarb 1969 einen B.A. in Geschichte von der Universität von Libyen (University of Libya), 1972 einen M.A. in Geschichte von der Indiana University Bloomington, USA, und 1976 einen Ph.D. in Geschichte von der Universität von Utah. Er war Mitglied des Faculty of Arts Committee 1977–1979, Mitglied des University of Garyounis Higher Committee 1977–1979, 1977–1980 Vorsitzender des Research Board of the Faculty of Arts, Mitglied des Research Board Centre, University of Garyounis 1977–1980, 1976 Herausgeber des Bulletin of Faculty of Arts, Mitglied des Editorial Board von Madschallat al-Buhath at-Tarichiyya, veröffentlicht vom Libyan Studies Center in Tripolis, seit 1976 Direktor des Projektes zur Umschreibung der libyschen Geschichte während der italienischen Besetzung, Mitglied des Board of Governors des Institute for Studies of Humanistic Values, Accra, Ghana, seit 1978 Mitglied des Internationalen Wissenschaftlichen Komitees für die Ausgestaltung einer General History of Africa, Vorsitzender  des Internationalen Wissenschaftlichen Komitees für das Projekt Different Aspects of Islamic Culture, Mitglied des Arabian Plan, gesponsert von der UNESCO.
Er war Visiting Professor in Marokko an der Universität Muhammad V (Rabat) und der Sidi Mohammed Benabdellah-Universität (Fès), in den Vereinigten Staaten an der Howard University (Washington, D.C.), der University of Utah (Salt Lake City), der University of Michigan Ann Arbor.

## Publikationen (Auswahl)
- The Rustamid State. Univ. Microfilms Internat., Ann Arbor, Mich.; Univ. of Utah, Diss., 1976
- (Hrsg.) The Different Aspects of Islamic Culture, Vol. III (General and Regional Histories) (Online)
- "North Africa and the Second World War", in Africa and the Second World War: Reports and Papers of the Symposium Organized by UNESCO at Benghazi
- "Mawaqif Khalida li 'Umar al-Muktar"[8]. Madschallat al-Buhath at-Tarichiyya 2 (July 1988)